# 中国2010年上海世界博览会荷兰馆
31°11′07″N 121°28′23″E / 31.1853801°N 121.4729762°E
中国2010年上海世界博览会荷兰馆是2010年上海世博会上代表荷兰的展馆，位于世博园区C片区，占地面积为4800平方米。荷兰馆的主题为“快乐街”。
荷兰馆是开放式的，由一条8字形的街道以及两侧26幢小房子构成。荷兰政府总代表沃尔特·范威尔登称这种开放是和荷兰的国家理念相一致的。荷兰首相巴尔克嫩德则表示，展馆的灵感来自幸运数字8。
同时，馆内还会展出欧洲太空总署赫歇尔太空望远镜的复制品。